# رافاييل دياز (دراج)
رافاييل دياز (بالإسبانية: Rafael Díaz Justo)‏ (و. 1972  م) هو راكب دراجة هوائية إسباني، ولد في طليطلة، شارك في طواف فرنسا.

## روابط خارجية
- رافاييل دياز على موقع أرشيف الدراجات (الإنجليزية)
- رافاييل دياز على موقع إحصائيات الدراجات الإحترافية (الإنجليزية)
- رافاييل دياز على موقع نسبة الدراجات (الإنجليزية)